# 부곡동 (동해시)
부곡동(釜谷洞)은 대한민국 강원특별자치도 동해시의 행정동이다.

## 개요
부곡동은 연립 및 아파트가 밀집된 전형적인 주거지역, 숙박시설이 밀집되어 있고, 고속버스터미널이 위치한 북부권 교통요충지이다. 1980년 4월 1일 동해시가 개청 되면서 묵호읍 부곡리가 부곡동(釜谷洞)으로 되었고, 자연부락은 부곡동과 승지동(承旨洞)으로 되어 있으며 ‘부곡’이라는 지명은 1910년 경감일(甘逸), 승지골(承旨谷), 석장(石墻)의 세마을을 합하여 부곡(釜谷)이라 했다고 하며, 솥을 엎어놓은 모양의 명당이 있어 붙은 것이라는 설도 있다.

## 법정동
- 부곡동

## 교육
- 묵호고등학교